# حاتم‌آباد (کبودرآهنگ)
حاتم‌آباد، روستایی از توابع بخش مرکزی شهرستان کبودرآهنگ در استان همدان ایران است.

## جمعیت
این روستا در دهستان سبزدشت قرار دارد و براساس سرشماری مرکز آمار ایران در سال ۱۳۹۵، جمعیت آن ۹۹۶ نفر (۳۳۱ خانوار) بوده‌است.